# Roque Imoque
Il Roque Imoque è una montagna situata nel paese di Arona sull'isola di Tenerife (Arcipelago delle Canarie, Spagna, Africa).
È una delle montagne più ambite del sud di Tenerife, nota per la sua articolata conformazione a piramide e per la difficoltà nello scalarla.

## Geografia
Il monte si trova all'interno della Riserva naturale speciale del Barranco del Inferno, al confine con l'area protetta denominata Paisaje Protegido de Ifonche.
È circondato a nord, est e sud dal profondo precipizio noto come Barranco del Rey, mentre a ovest si trova la vallata del Barranco de la Fuente de Marìa Antonia. Altri piccoli "barranchi" che hanno origine alle pendici del Roque Imoque sono: Ladera Frìas, Barranquillo de la Pica Imoque, Morro Josè Morales, Degollada del Roque e Hoya la Junquera.
Fa parte della catena del Roque del Conde al quale è collegato tramite il passo del monte Suárez (842 m) mentre a nord è diviso da un valico dal Roque de los Brezos.
Ai piedi del Roque Imoque si trovano tre edifici abbandonati, che spesso sono il luogo dove sostano gli escursionisti della zona.

## Sentieristica
Il sentiero migliore è quello che parte dalle pendici del Roque de los Brezos, e prosegue in linea retta per soli 600 mentre fino alla vetta, con un'ascensione di appena 50 metri.
Un'altra opzione può essere quella di attraversare il Barranco del Rey e girare quindi attorno alla base della montagna prima di raggiungere il sentiero che porta alla cima, o addirittura partire dal paese di Vento e passare per il Roque del Conde in un'escursione molto panoramica di oltre 800 metri di dislivello.
In ogni caso gli ultimi 10 metri prima della cima costituiscono la parte più complicata ed esposta e non è consigliato il passaggio se non si ha esperienza montana.